# BMW 6 Серії (E24)
BMW E24 — це автомобільна платформа, яка була основою для першого покоління купе 6-серії, що вироблялися з 1976 по 1989 роки. На зміну їй прийшло шасі E31 і купе 8-серії, 6-серія відродилася з появою шасі BMW E63 у 2004 році.

## Опис

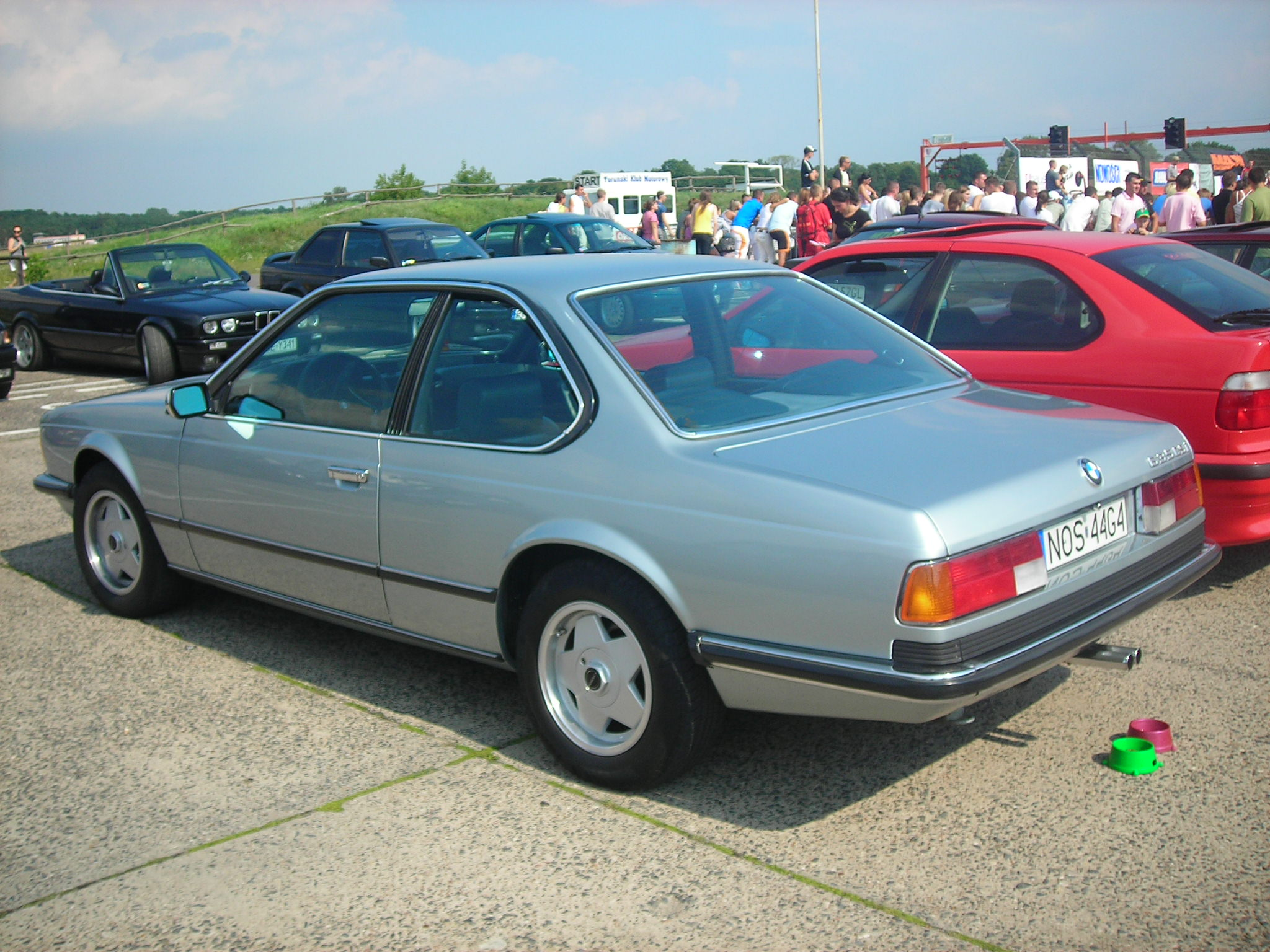
BMW 635 CSi

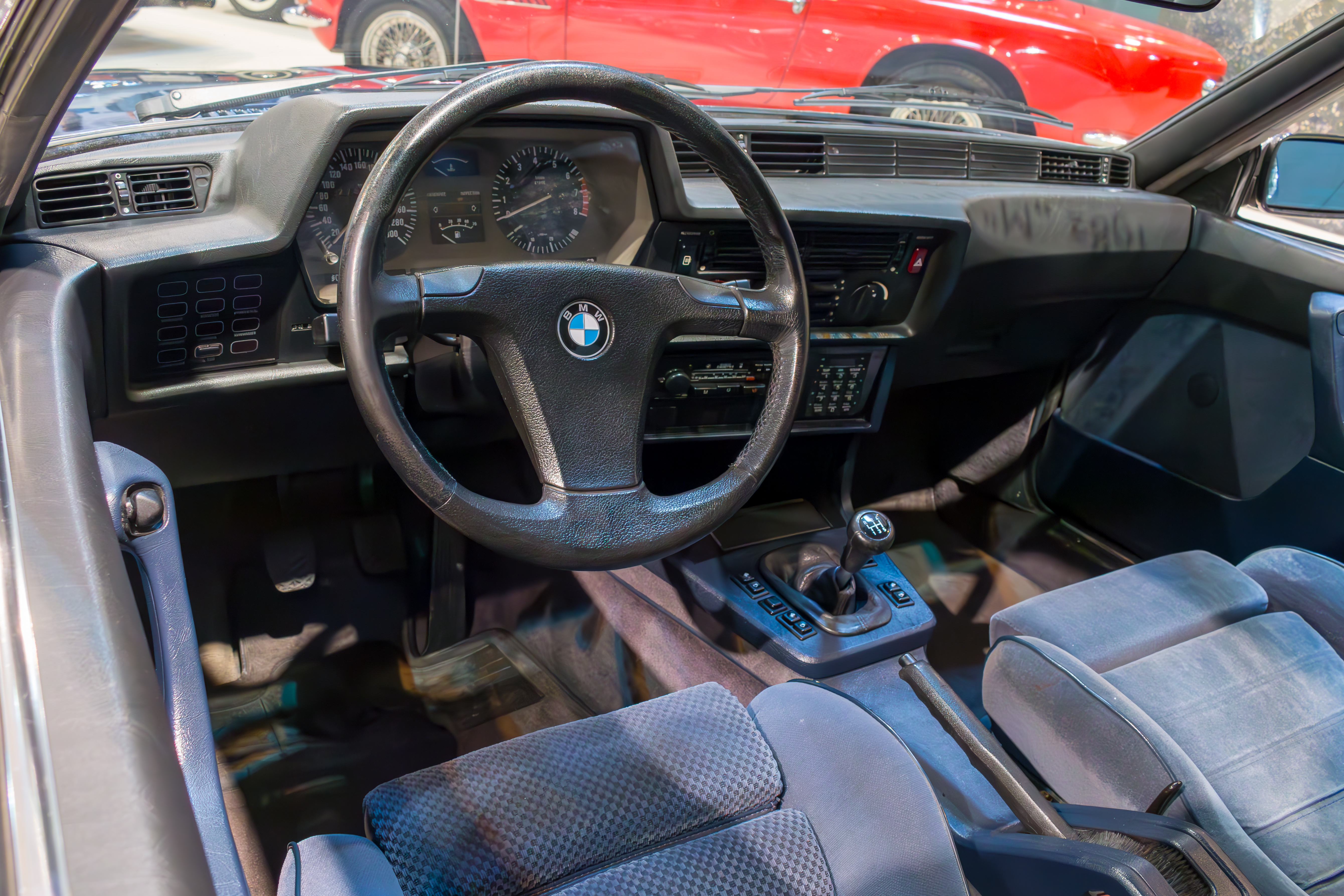
BMW E24

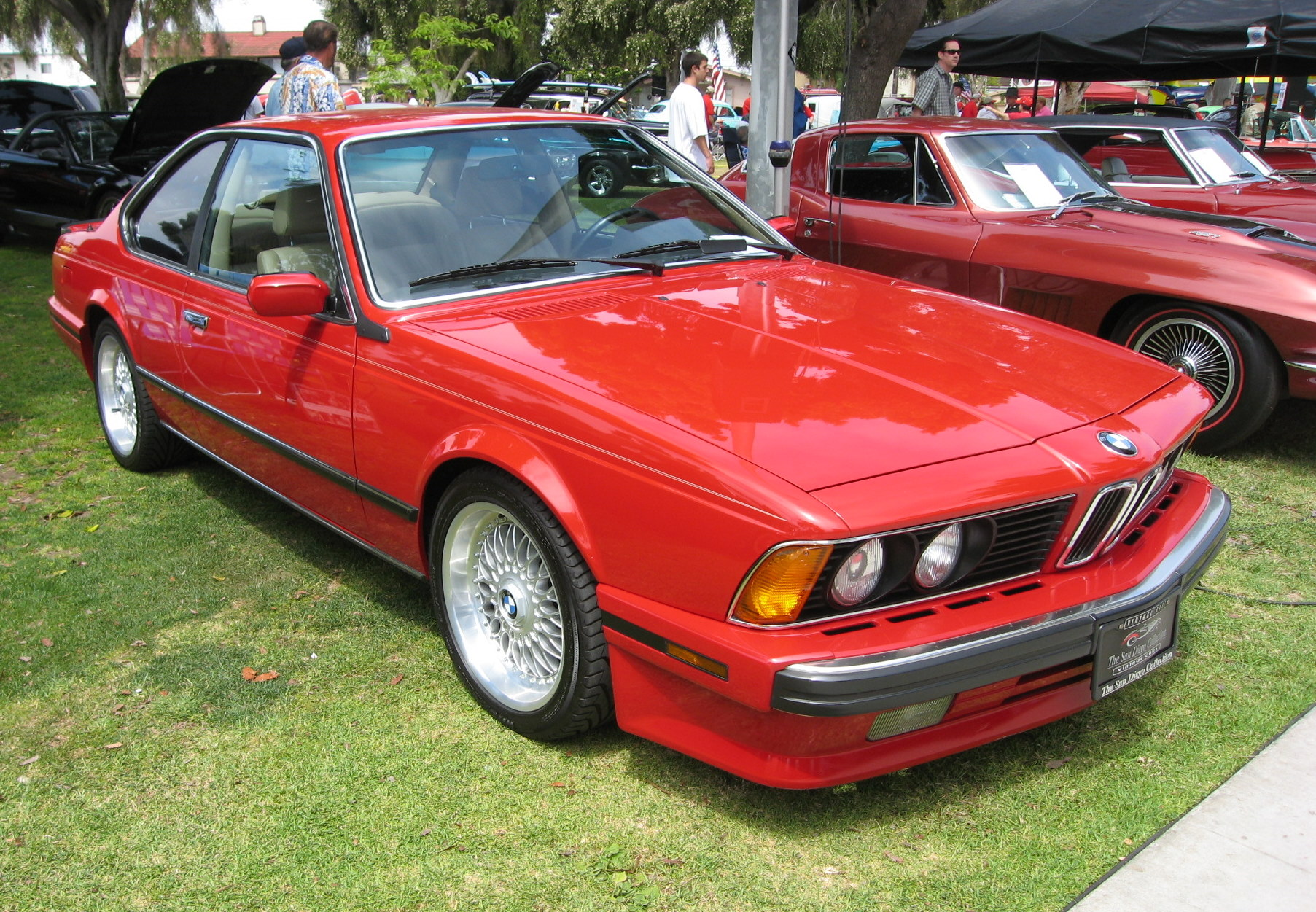
BMW M6 (для ринку США)

Платформа E24 прийшла на заміну купе CS та CSL, що вироблялися з 1965 року. Виробництво почалося у березні 1976 з двох моделей: 630CS та 633CSi. Спочатку кузова виробляло ательє Karmann. У 1978 році був представлений потужніший варіант — 635CSi, але в США автомобілі з двигуном об'ємом 3.5 літри з'явилися лише у 1985 році.
У 1982 проведений фейсліфтинг E24: було покращено салон та трохи змінено зовнішній вигляд. Версія для Америки — 633CSi, мала двигун M30 об'ємом 3.2 літри і потужність 181 к.с. до 1984 року. У 1985 двигун було замінено на 3.5-літровий при цьому трохи зросла потужність: 182 к.с. Більша різниця була у обертовому моменті: 3.2-літрова версія видавала 265 Нм при 4,000 об/хв, а 3.5-літрова — 290 Нм при 4,000 об/хв.
У 1984 році Європа побачила презентацію моделі M635CSi. Цей автомобіль мав кузов E24 і потужний двигун від моделі M1 (M88 потужністю 286 к.с.). 16-дюймові 3-спицеві диски BBS та зменшений дорожній просвіт довершували картину. США отримали M-версію E24 у 1987 але вона мала назву просто M6 і завдячуючи жорсткішим нормам вихлопу мала потужність лише 256 к.с.
У 1988 з'явилися еліпсоподібні передні фари і усі моделі отримали в стандарті інтегровані бампери (до того часу в Європі були малі і не підсилені бампери). 1989 був останнім роком виробництва E24, яке припинилося у квітні. Заміною для E24 стала значно важча і складніша 8-серія.

### Двигуни
- 2.8 л M30 I6 184 к.с.
- 3.0 л M30 I6 185 к.с.
- 3.0 л M30 I6 176 к.с. (США)
- 3.2 л M30 I6 197-200 к.с.
- 3.5 л M30 I6 218-220 к.с.
- 3.5 л M30 I6 185-211 к.с. (з каталізатором)
- 3.5 л M90 I6 218 к.с.
- 3.5 л M88/3 I6 286 к.с.
- 3.5 л S38 I6 260 к.с. (з каталізатором)